# Biserica de lemn din Fâșca

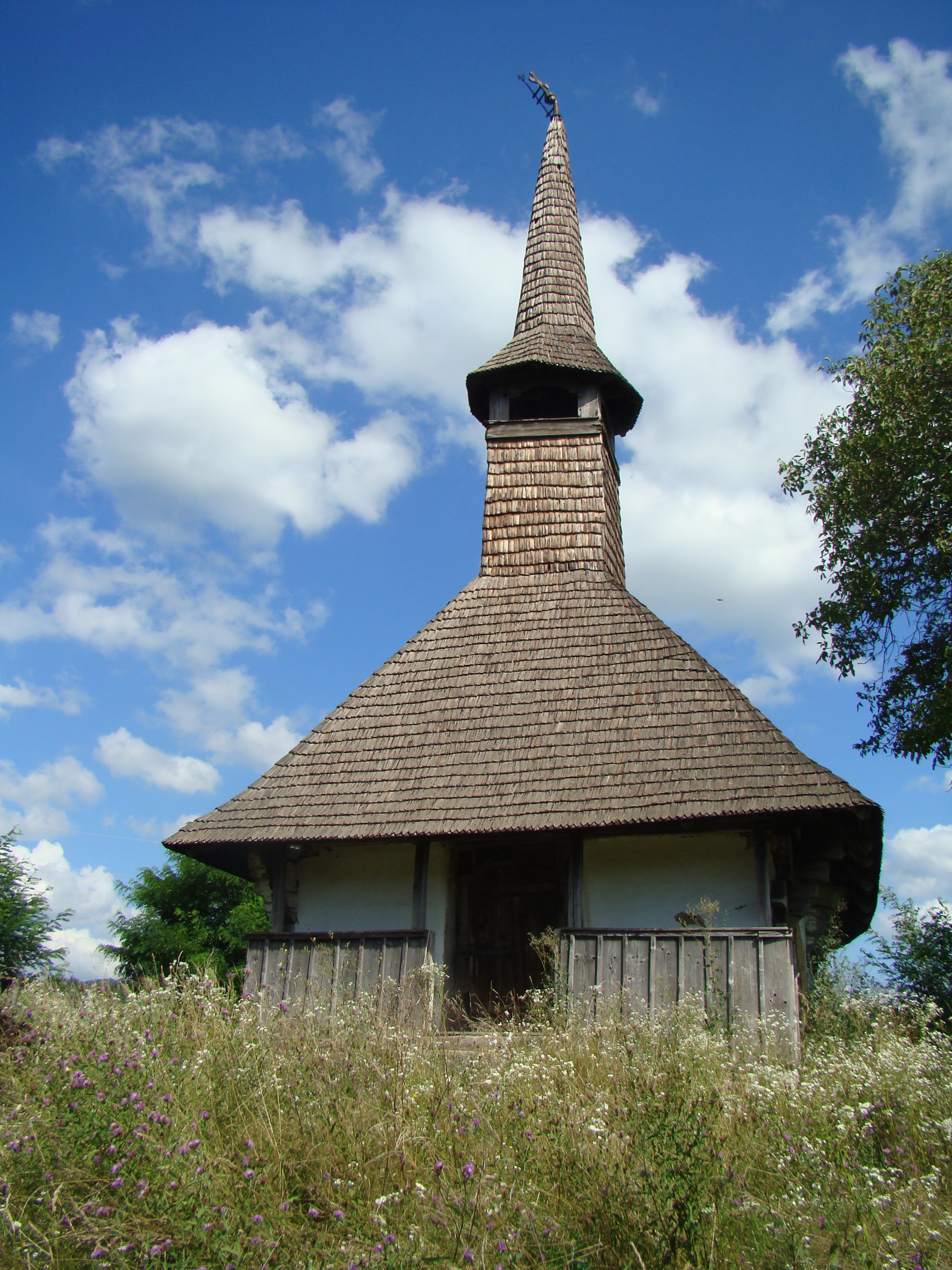
Biserica (vest)

Biserica de lemn din Fâșca, comuna Vârciorog, județul Bihor, datează din secolul al XVIII-lea (1759). Are hramul „Sfinții Arhangheli Mihail și Gavriil”. Biserica se află pe noua listă a monumentelor istorice sub codul LMI:  BH-II-m-B-01146.

## Istoric și trăsături
Biserica de lemn „Sfinții Arhangheli Mihail și Gavriil" a fost construită în anul 1759, în localitatea Fâșca, pe terenul familiei lui Ungur Petru. De acolo a fost adusă și reclădită în anul 1873, pe vatra actuală, în mijlocul câmpului cu flori. După numai 60 de ani, biserica a fost din nou reparată, pereții fiind tencuiți cu lut amestecat cu pleavă de secară. Până în anul 1954 a fost acoperită cu șindrilă, înlocuită apoi cu tablă galvanizată. La construirea bisericii nu s-a utilizat fierăstrăul, toate bârnele fiind tăiate din topor, inclusiv capetele celor trei bârne prelungite în console, la colțurile navei și altarului. Interiorul nu este pictat și nici nu se observă urme de pictură, cu excepția ușilor împărătești. Ancadramentele ușilor naosului și pronaosului sunt împodobite cu motivul frânghiei încadrat de linii în zigzag și rozete cu petale înscrise în cerc. Clopotul bisericii datează din 1780. S-au făcut lucrări de restaurare în anul 1977.

## Imagini din exterior

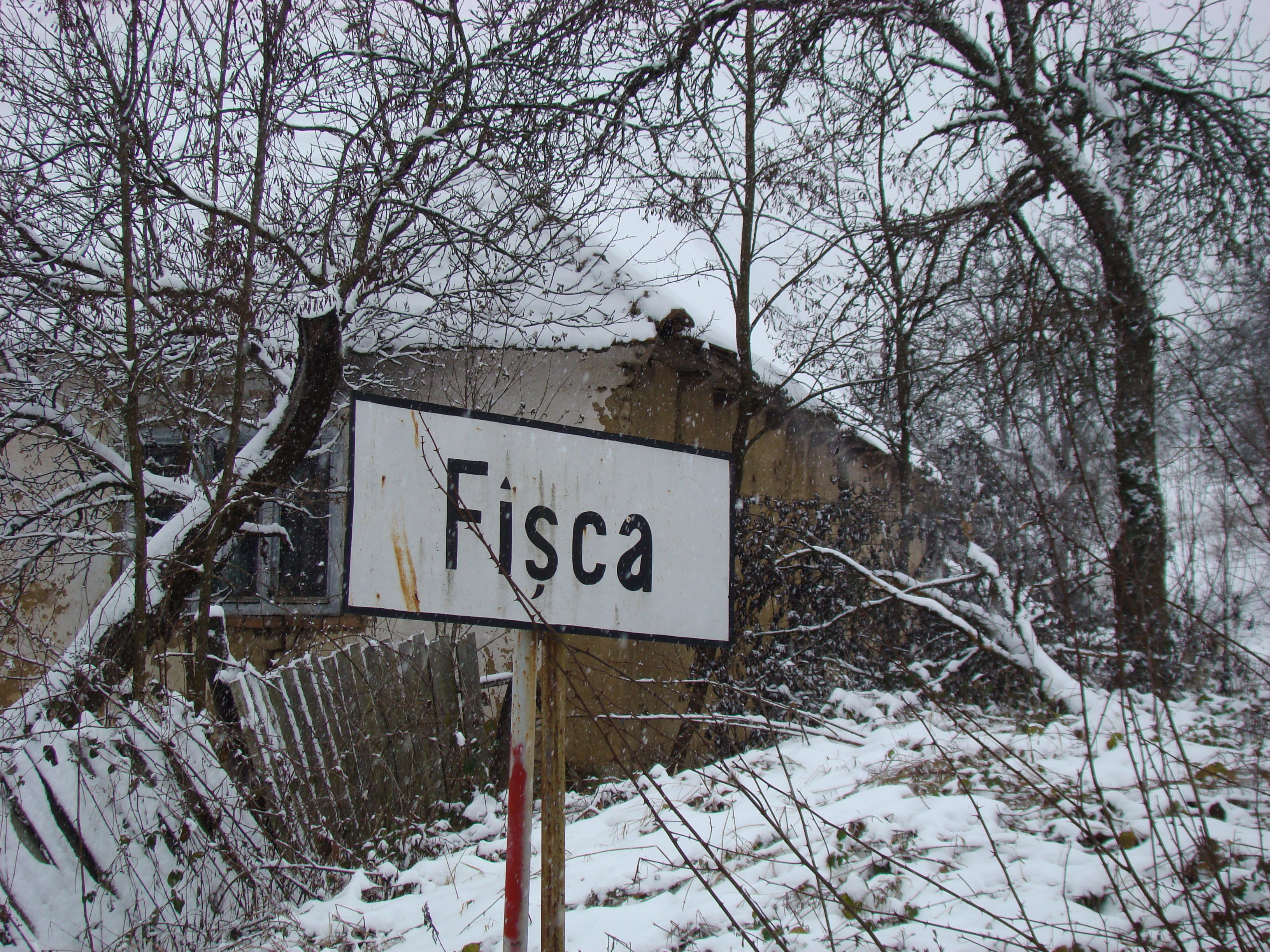
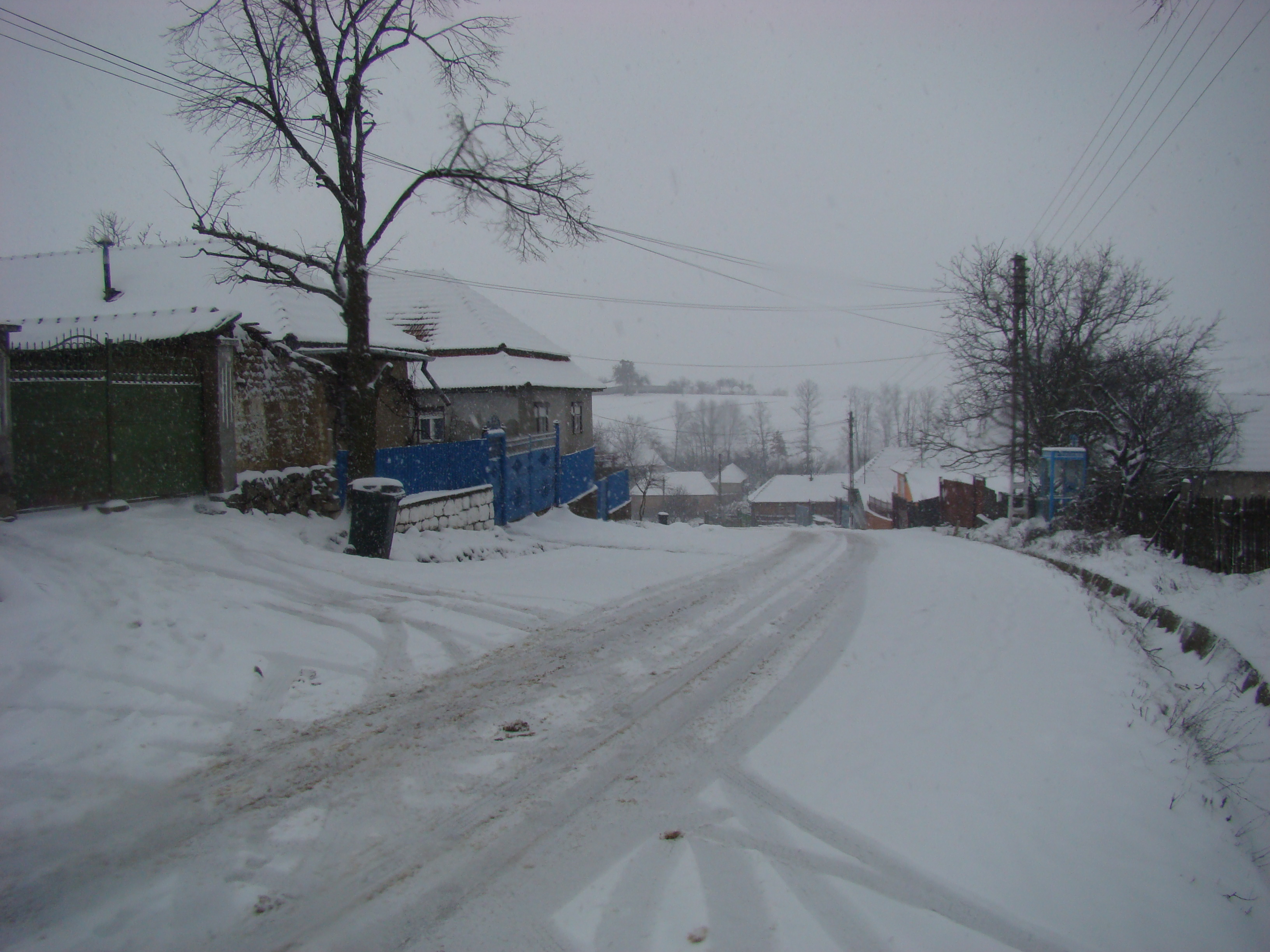
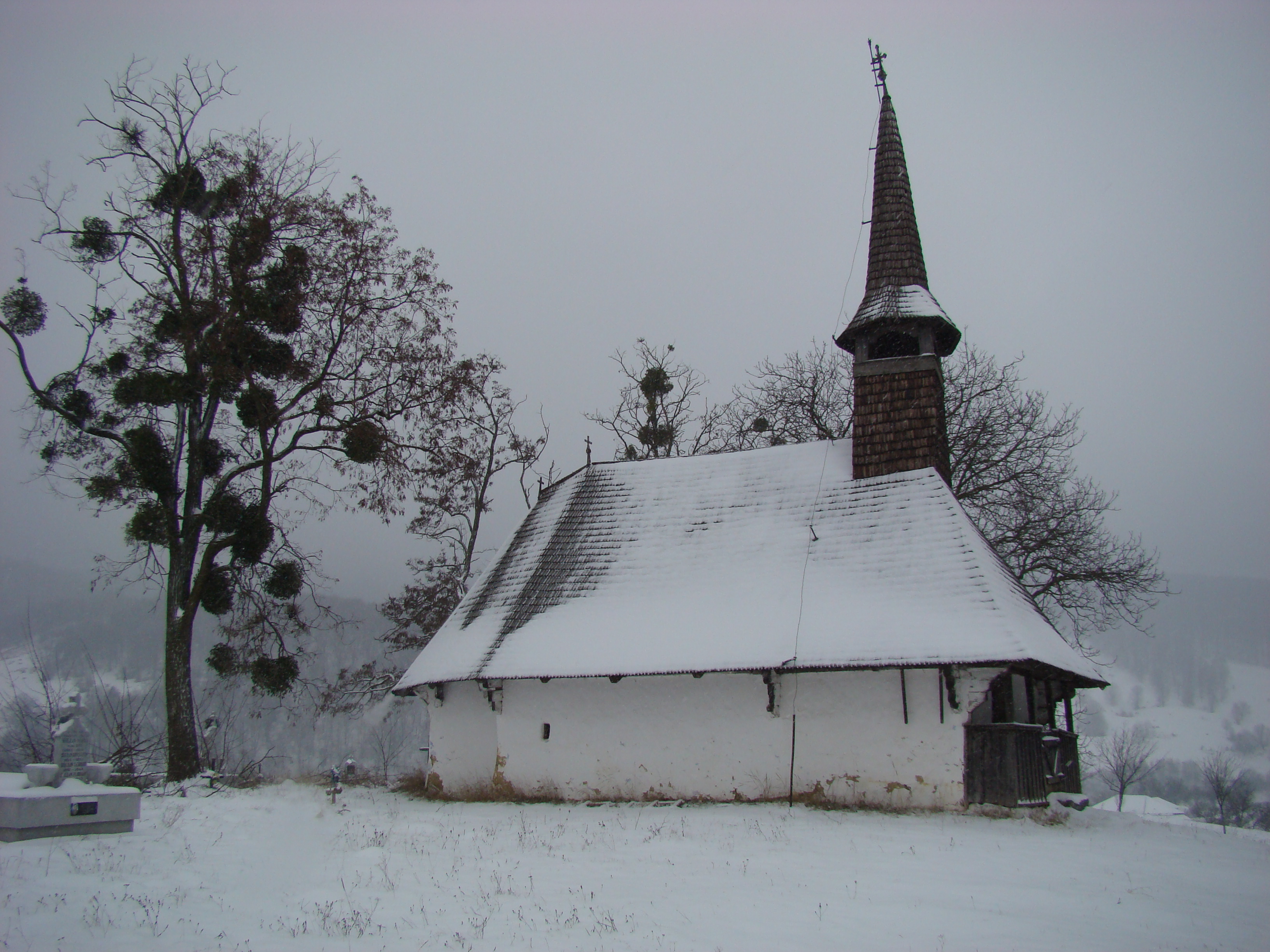
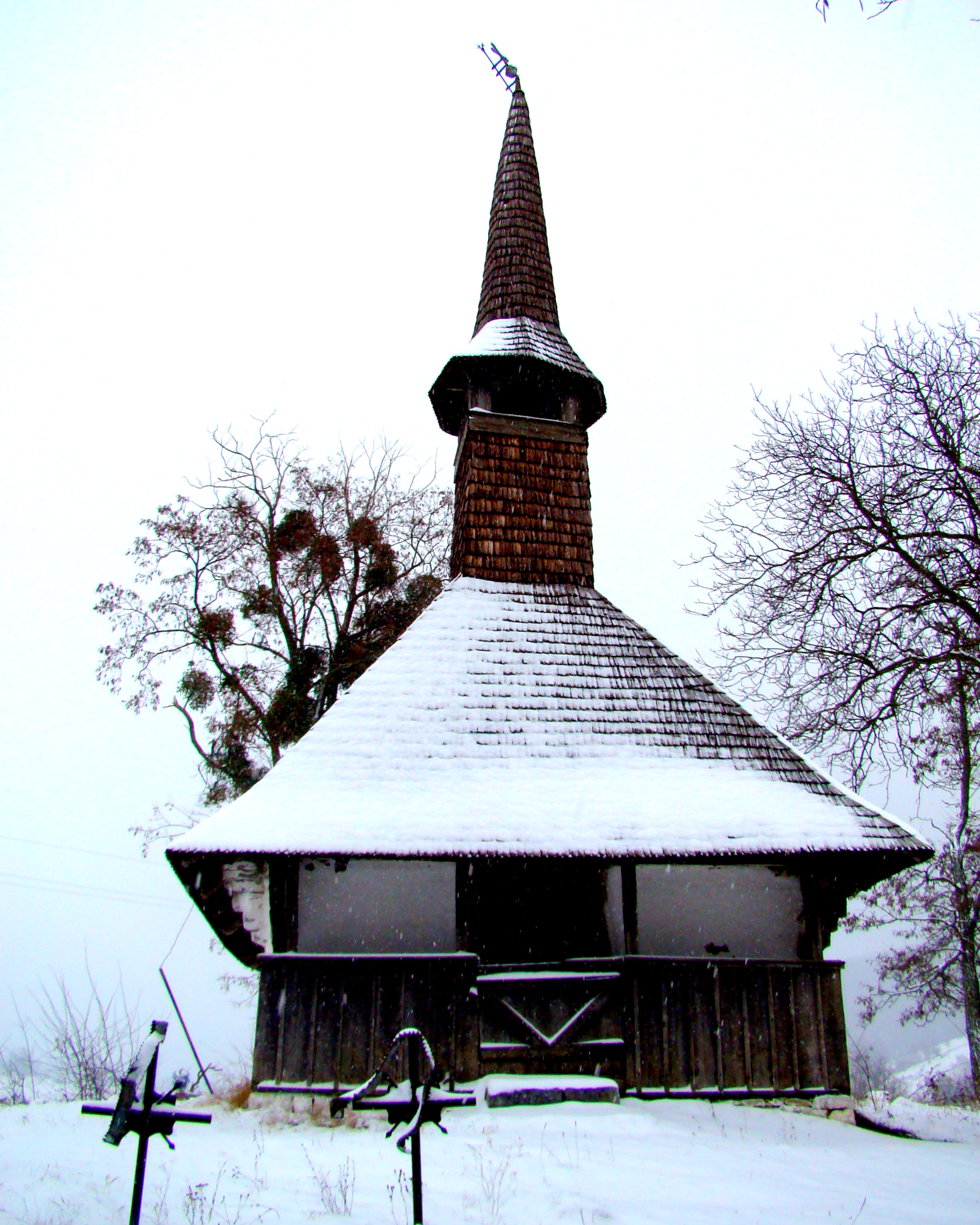
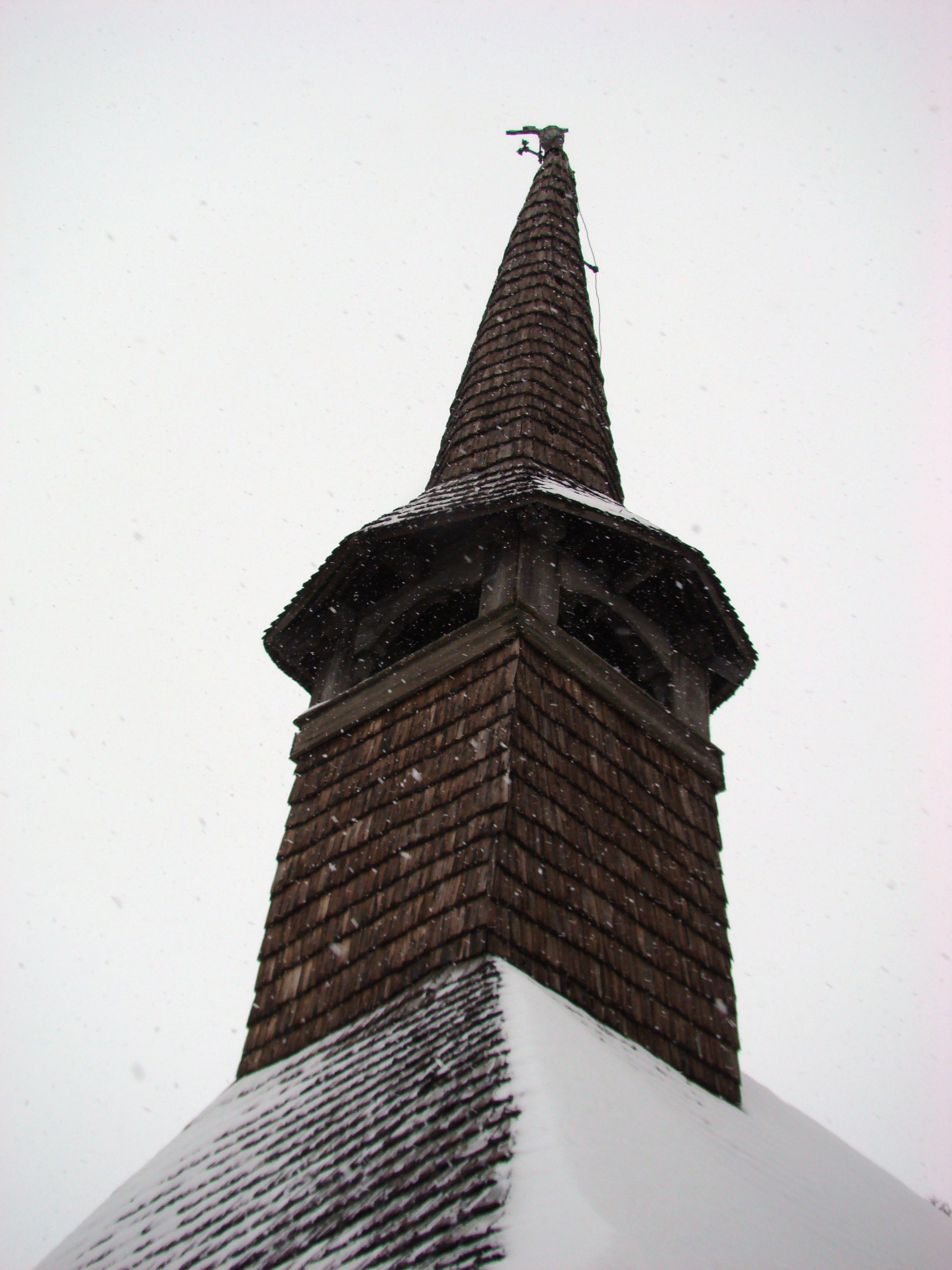
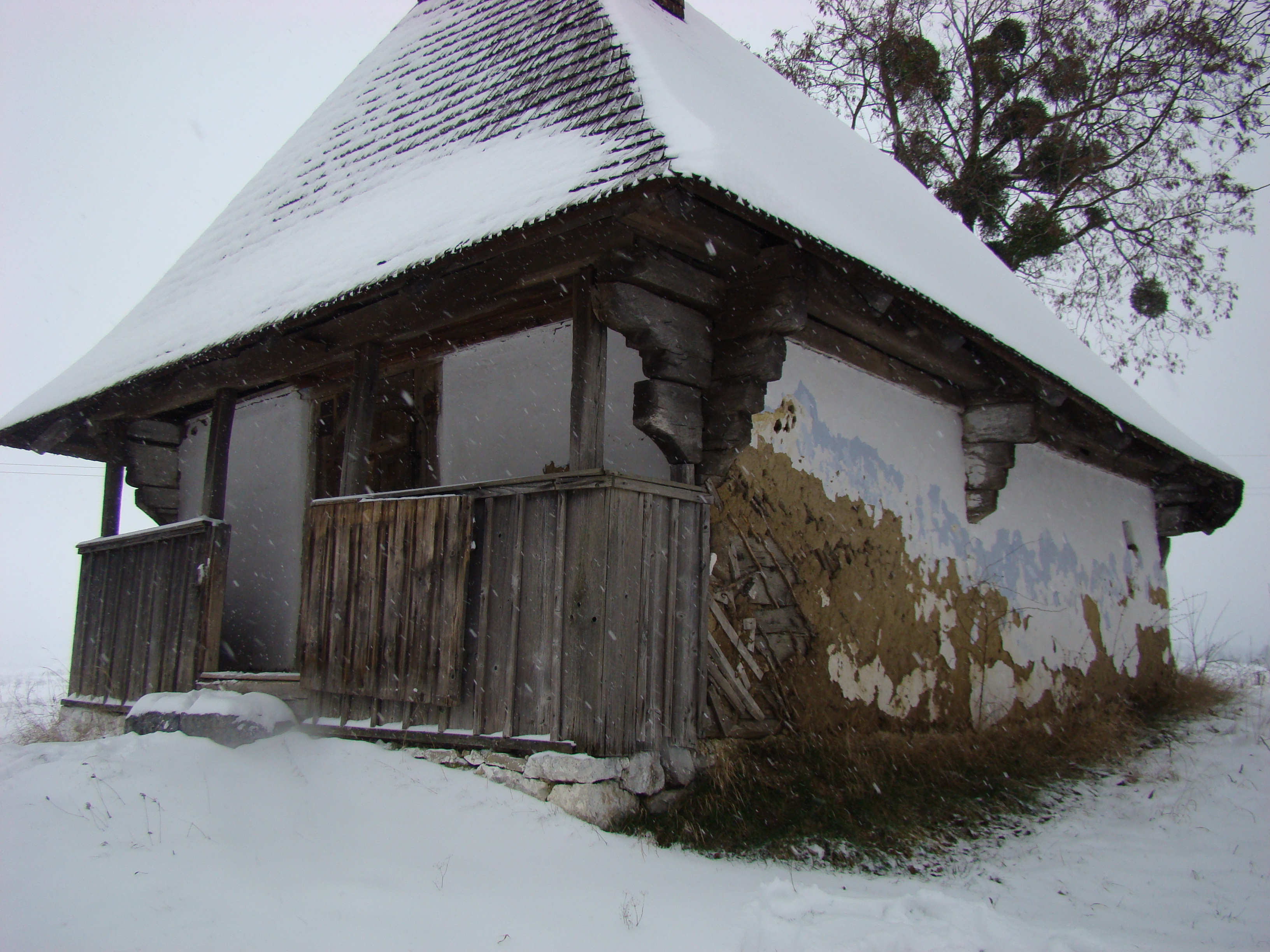
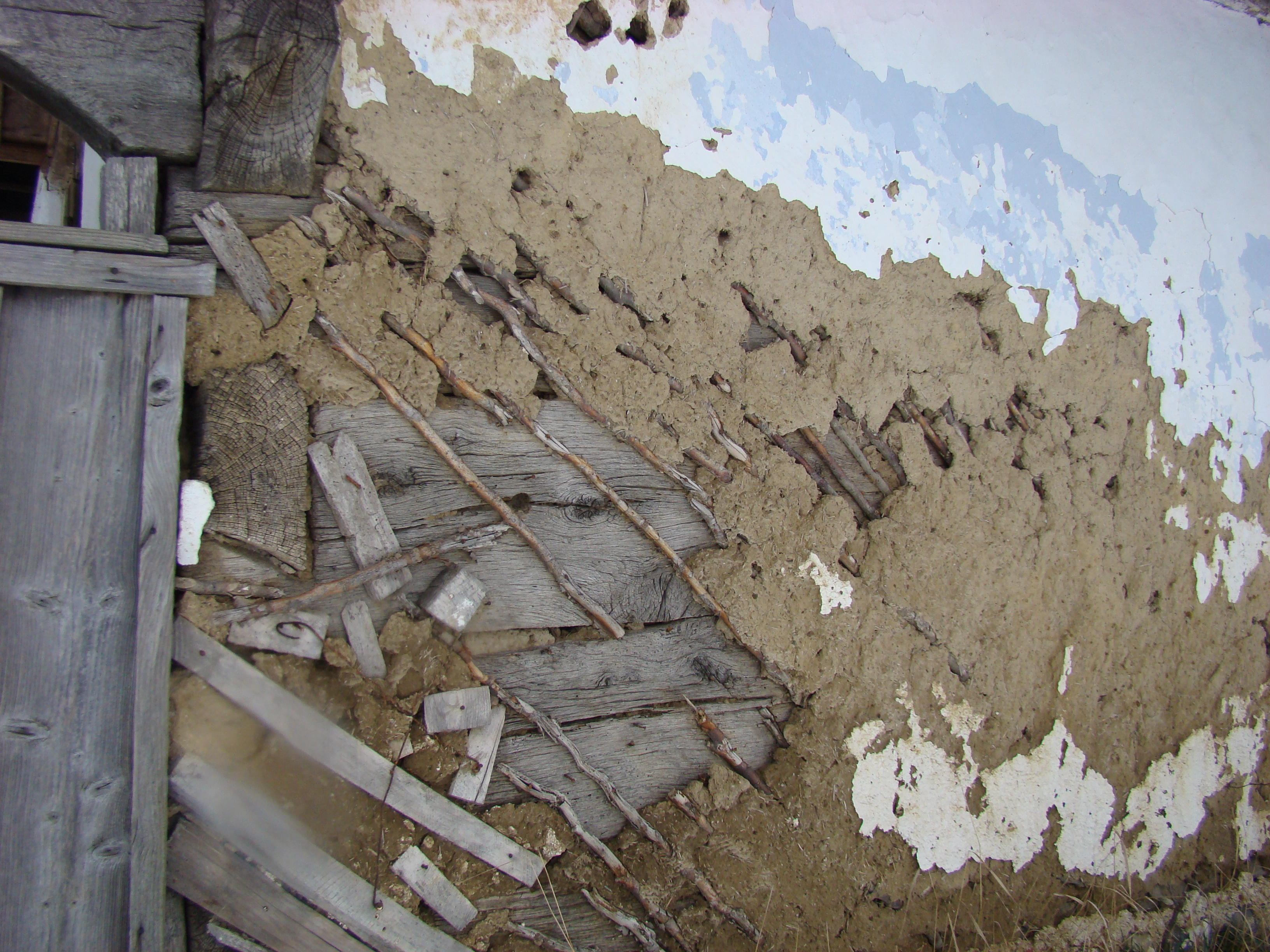
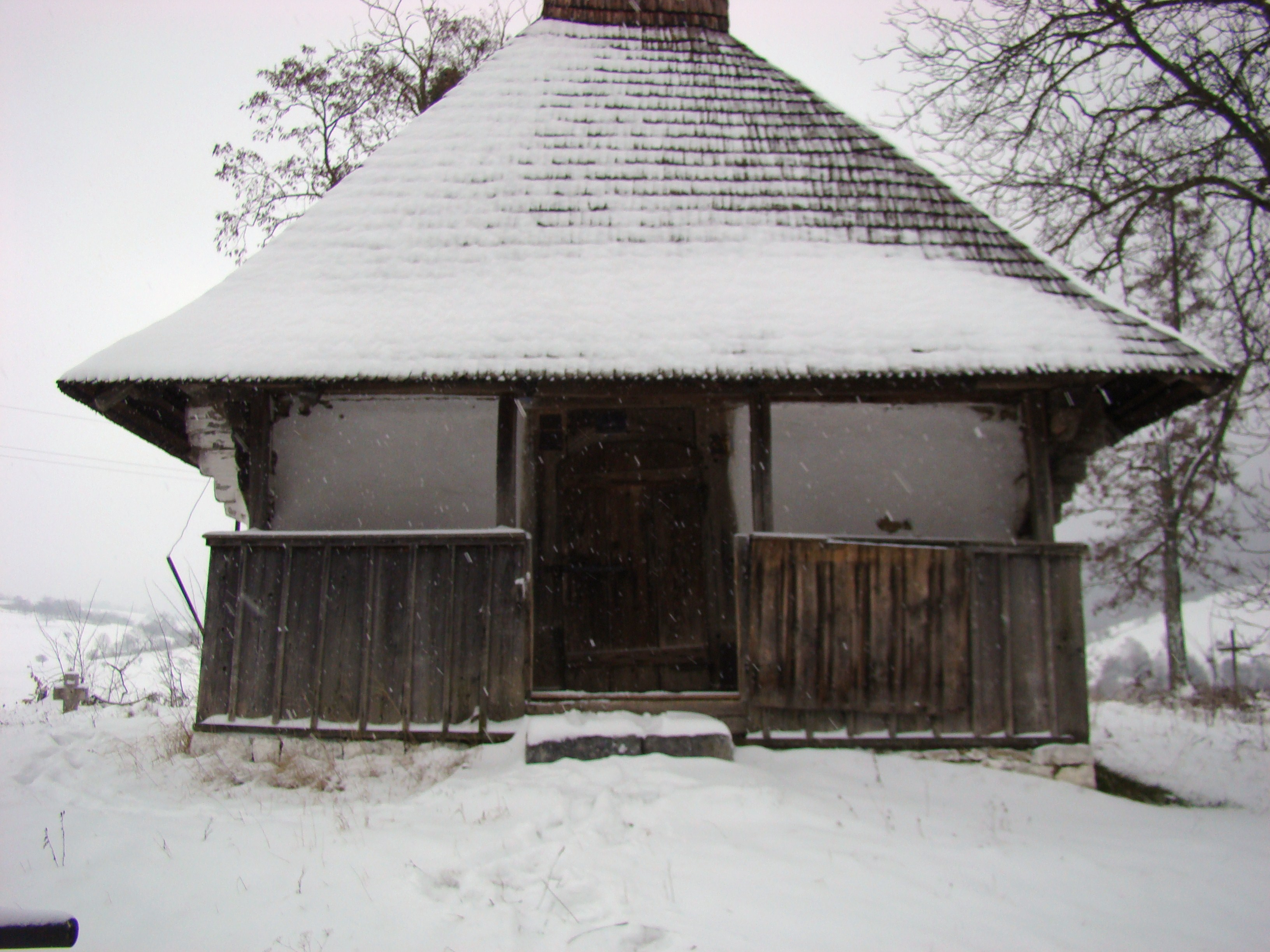
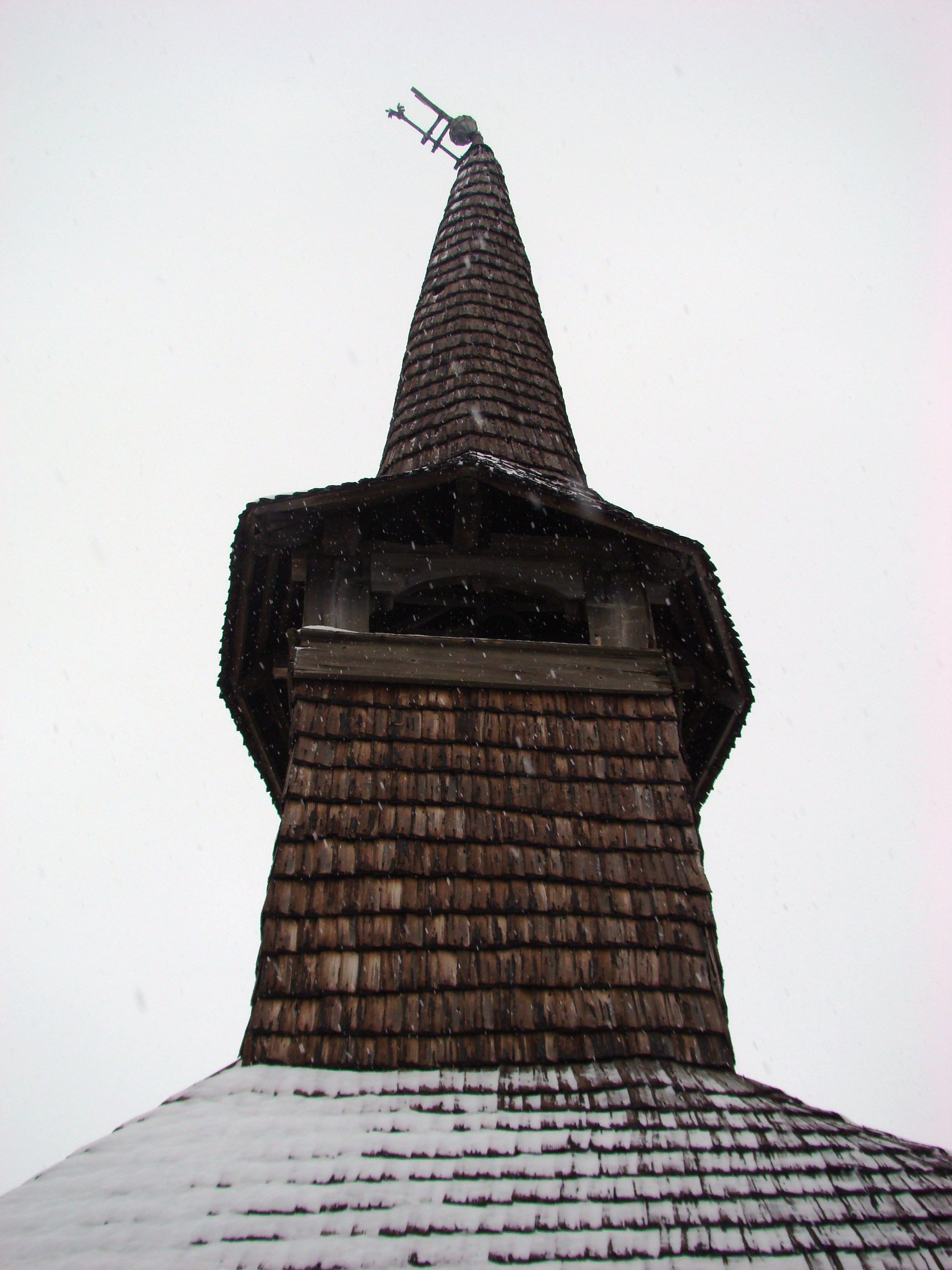
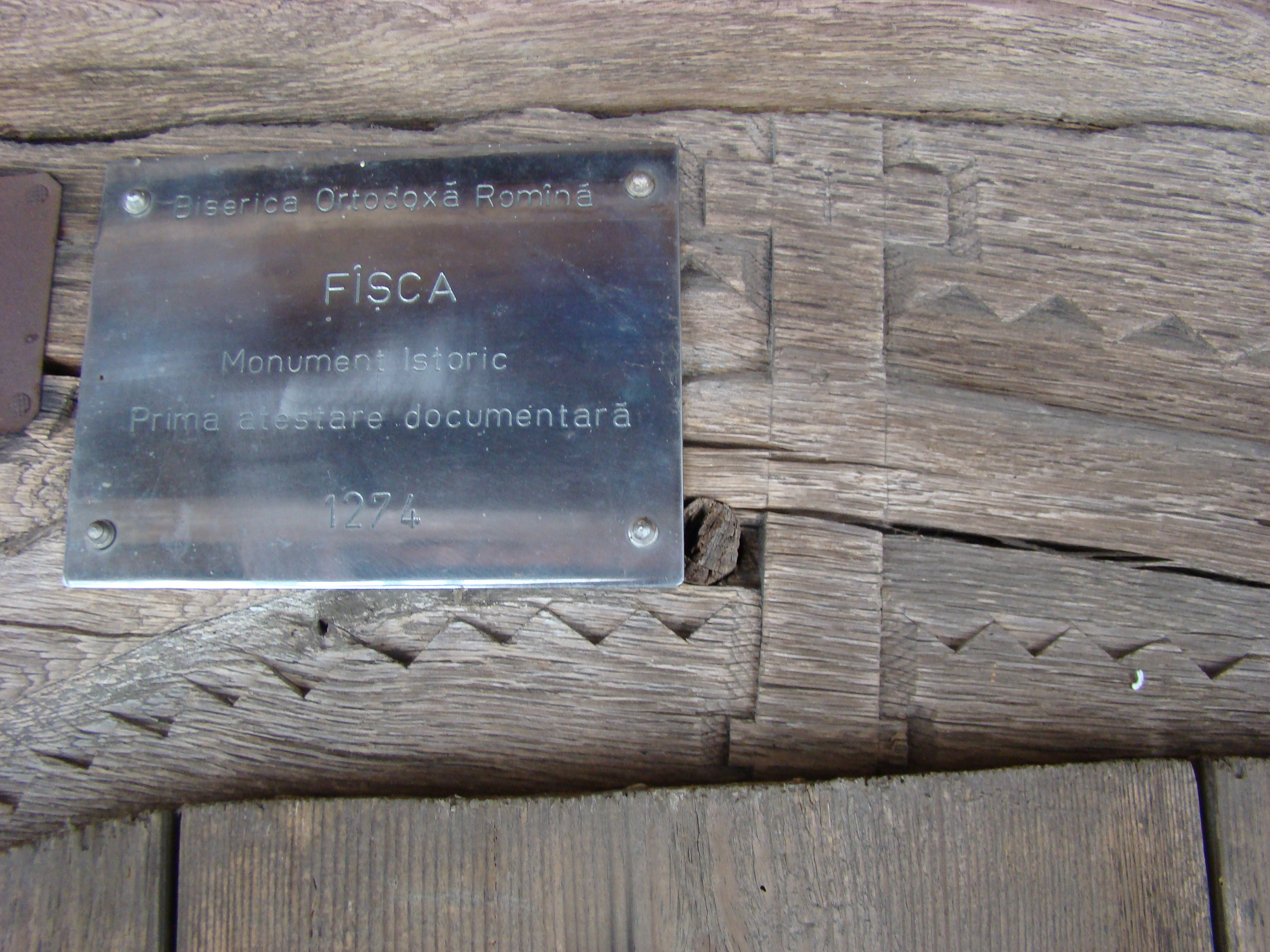
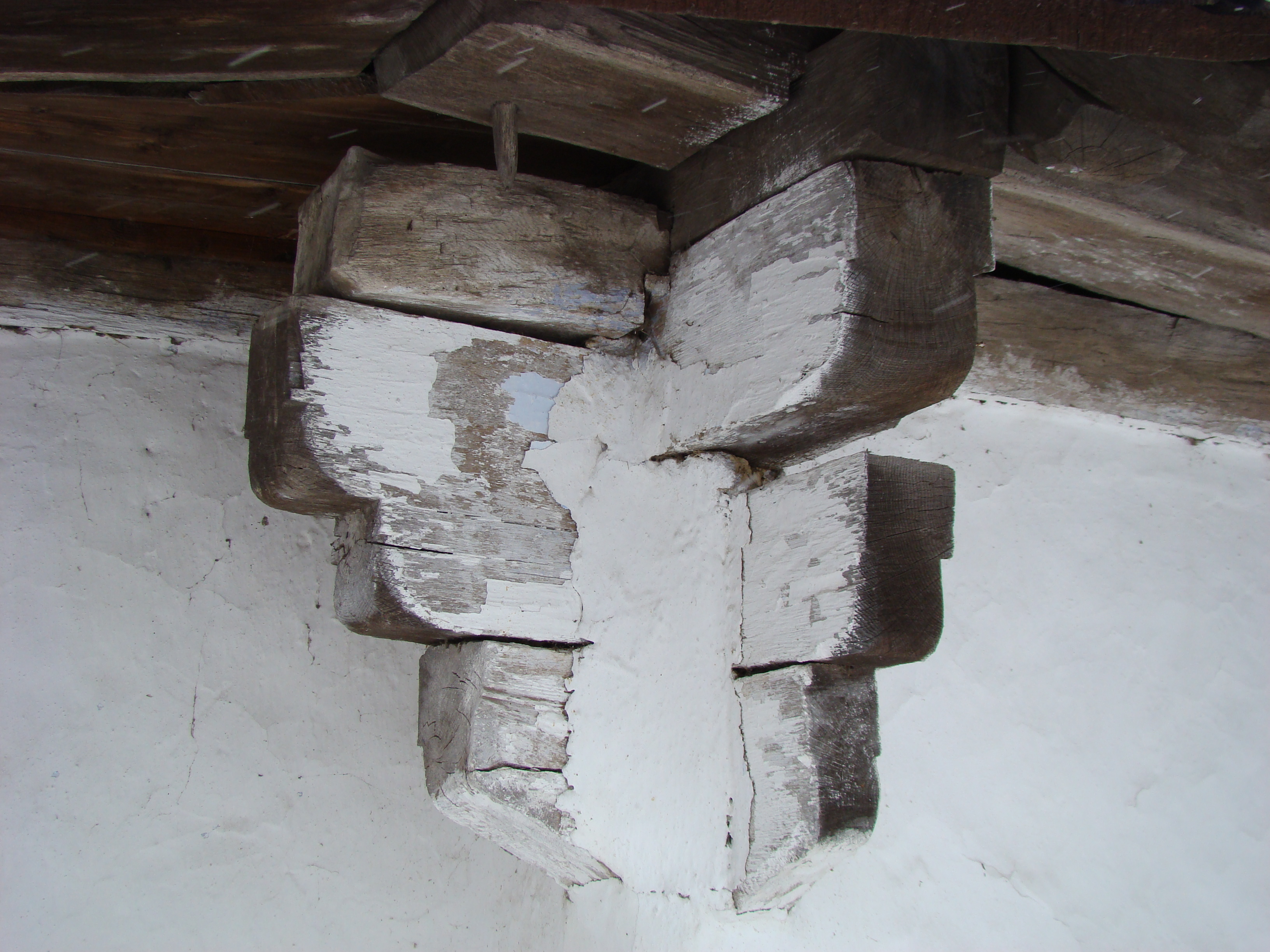
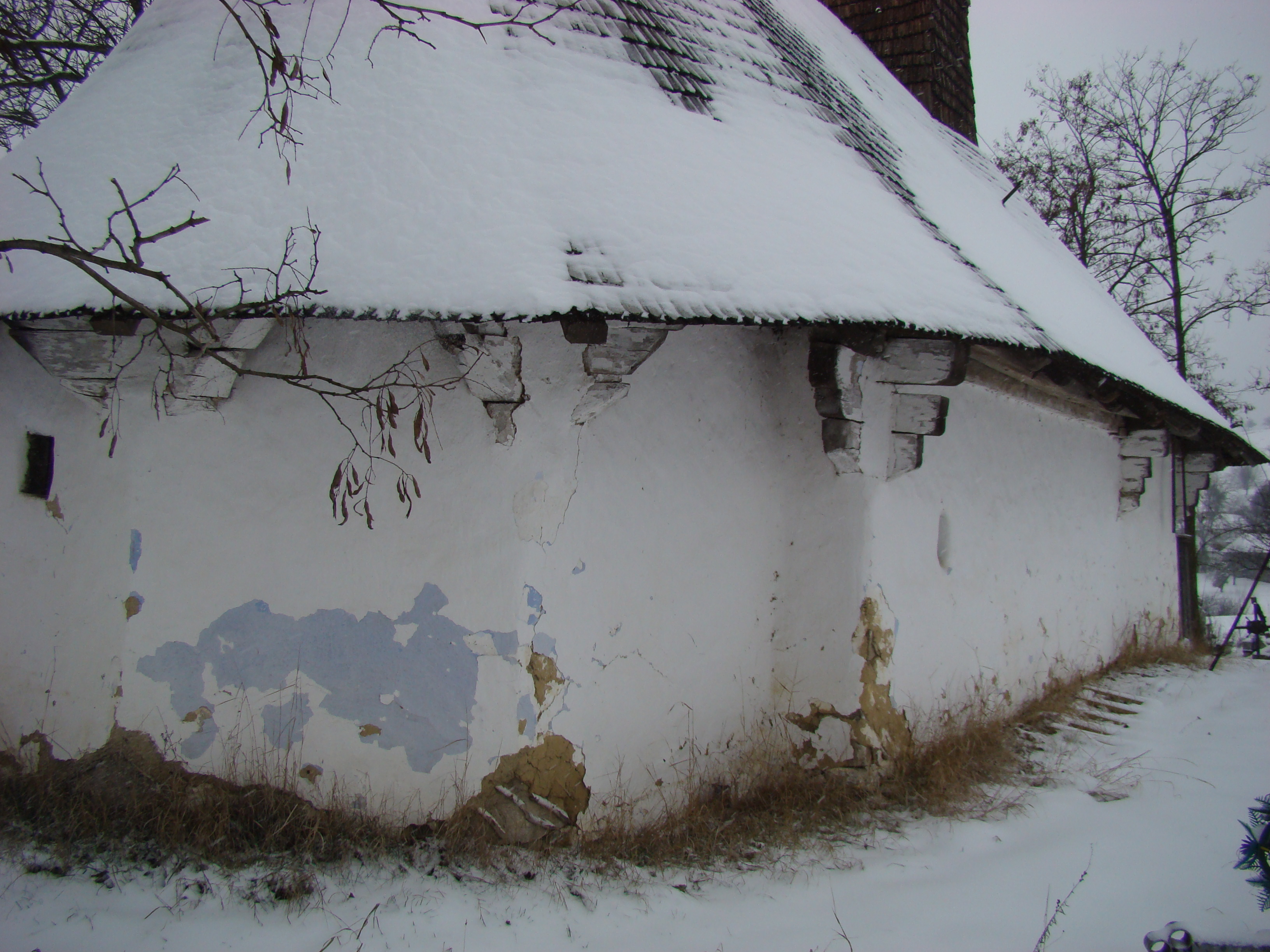
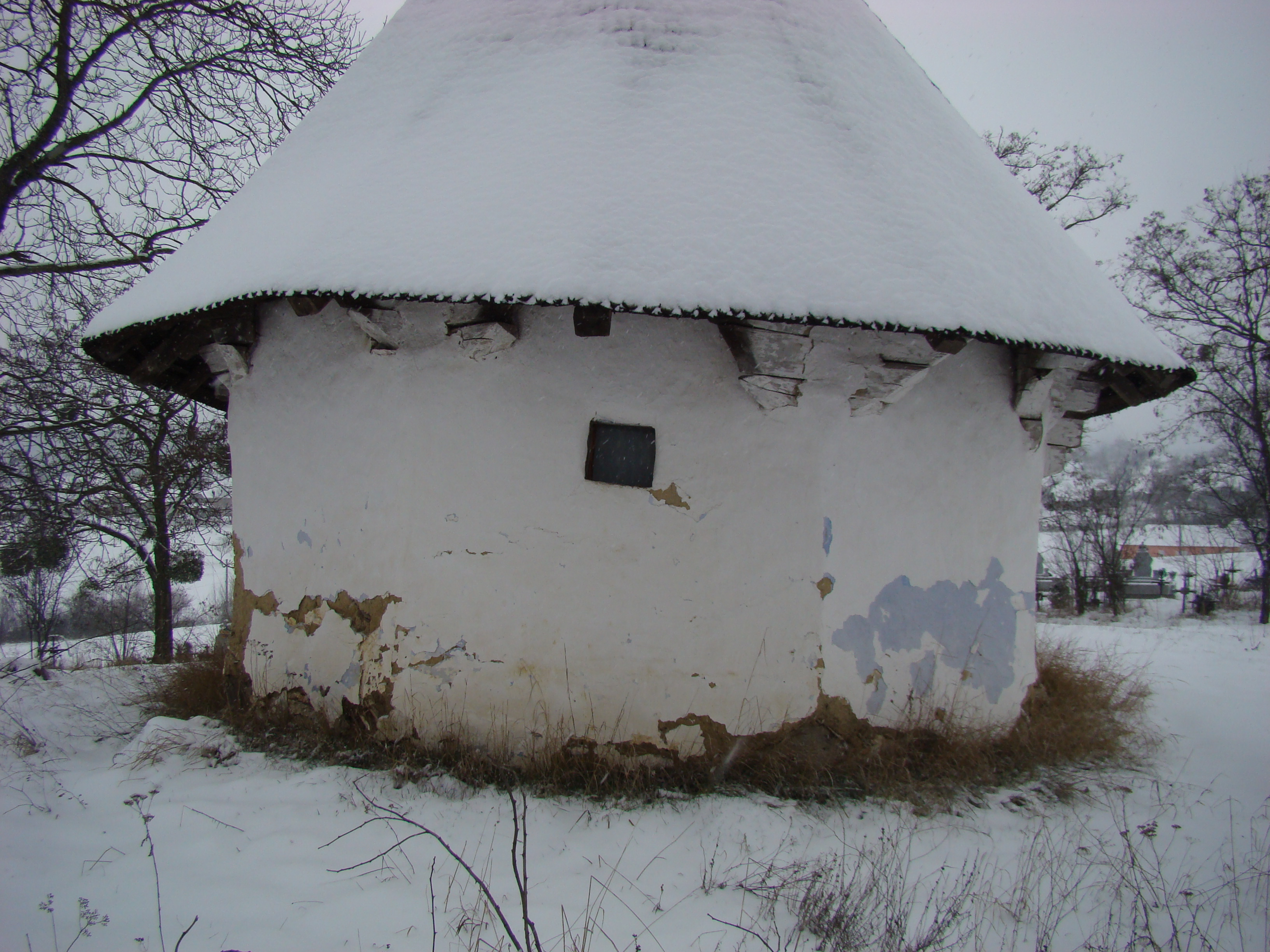
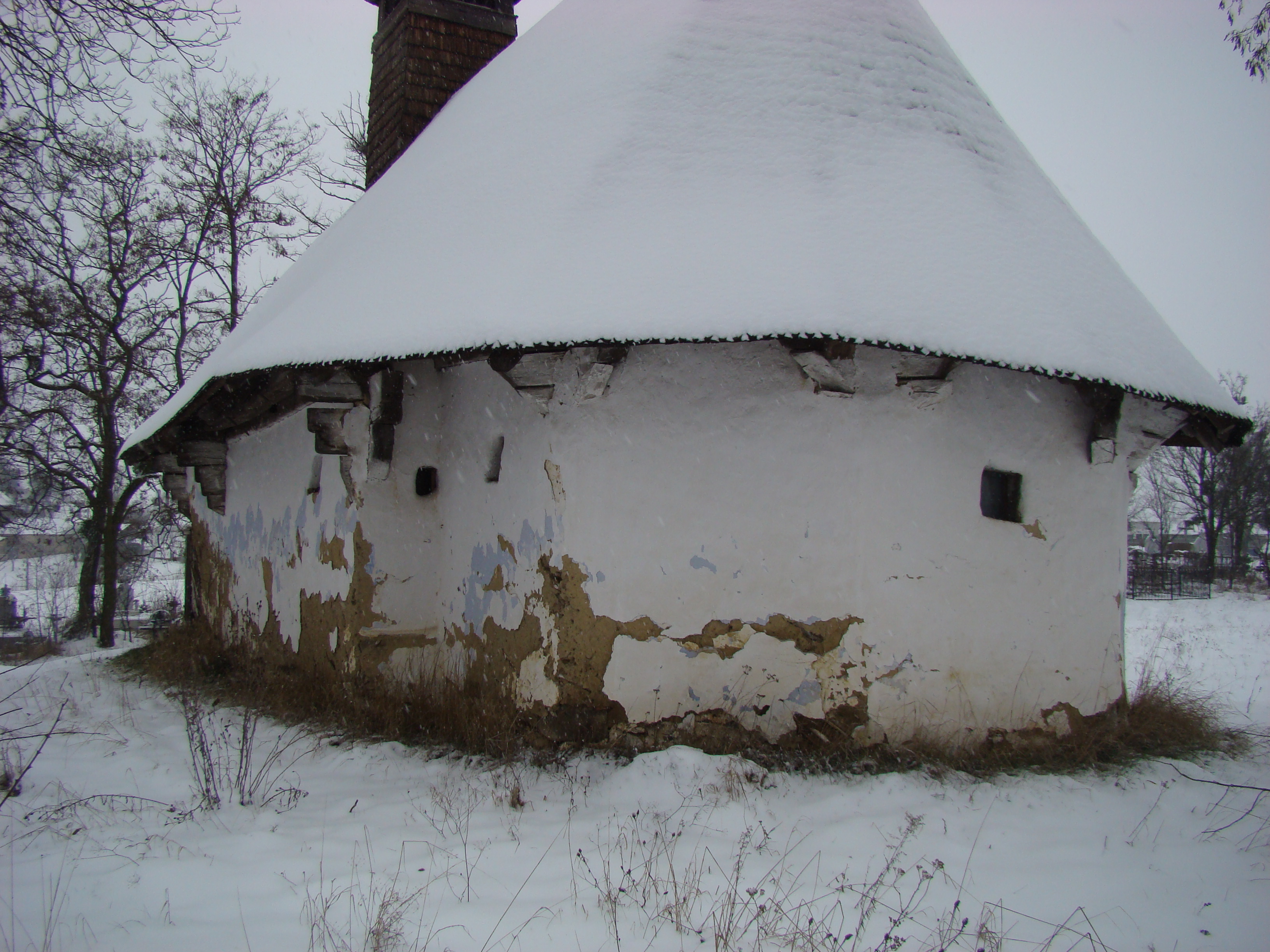
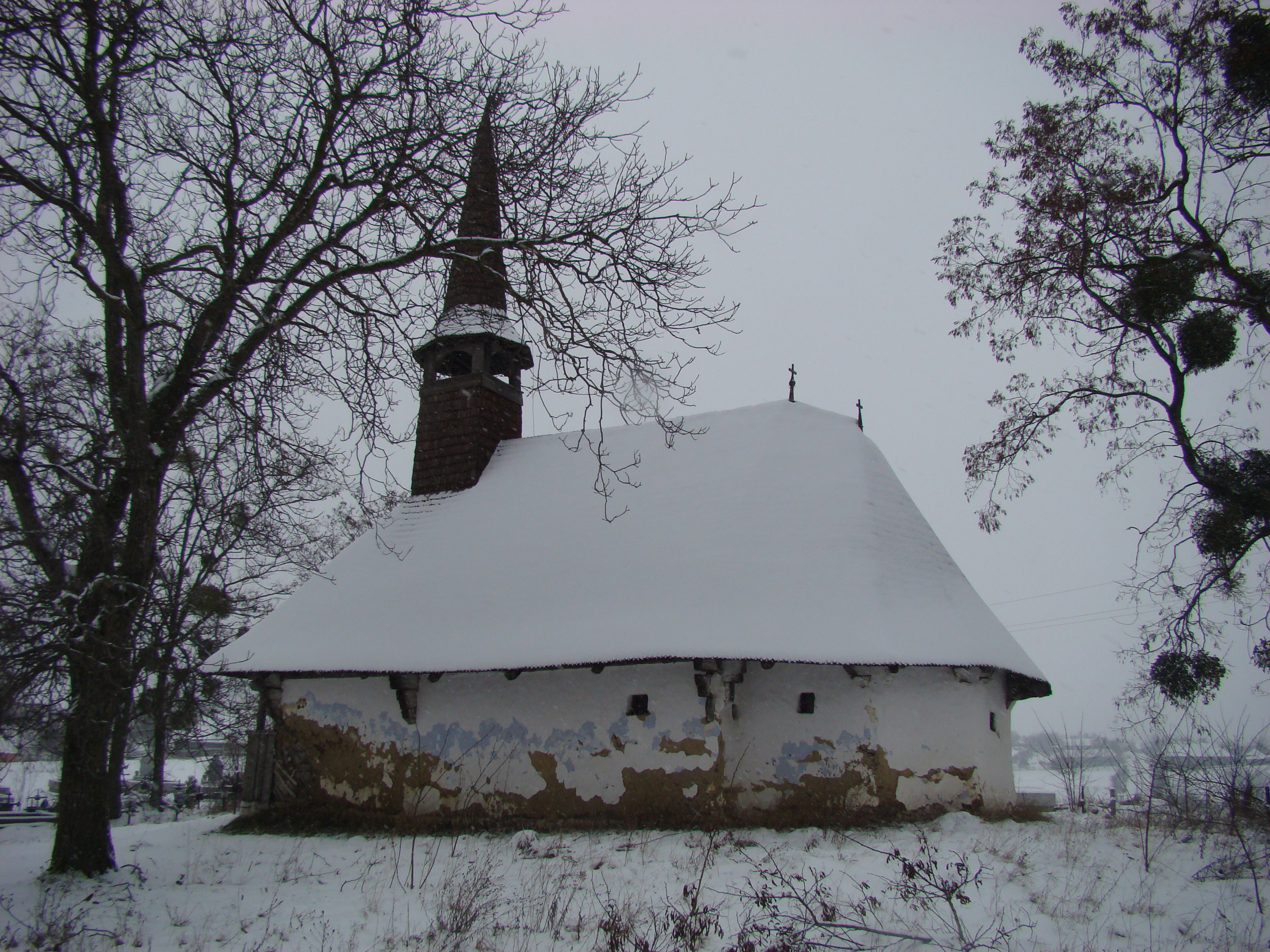
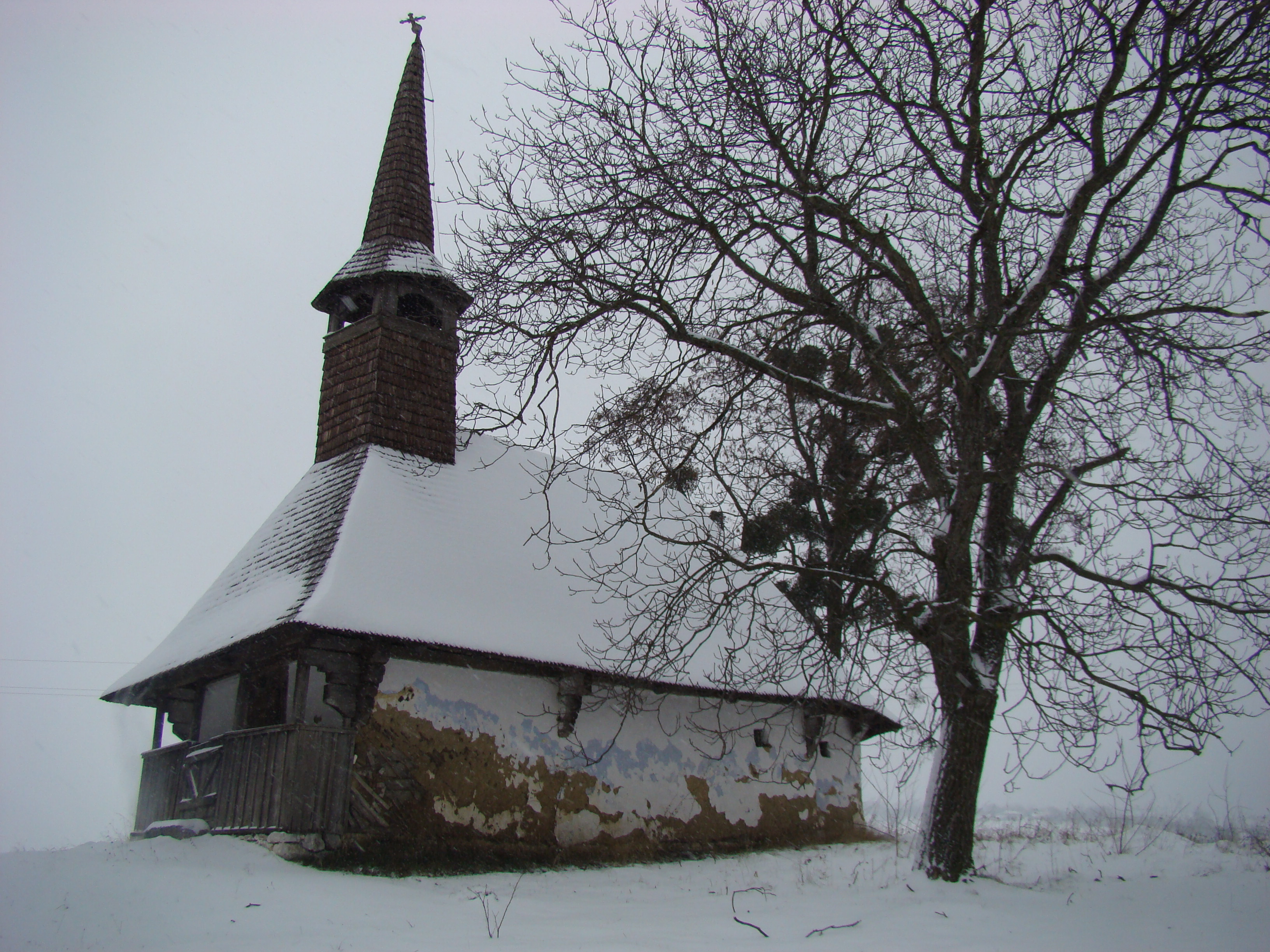
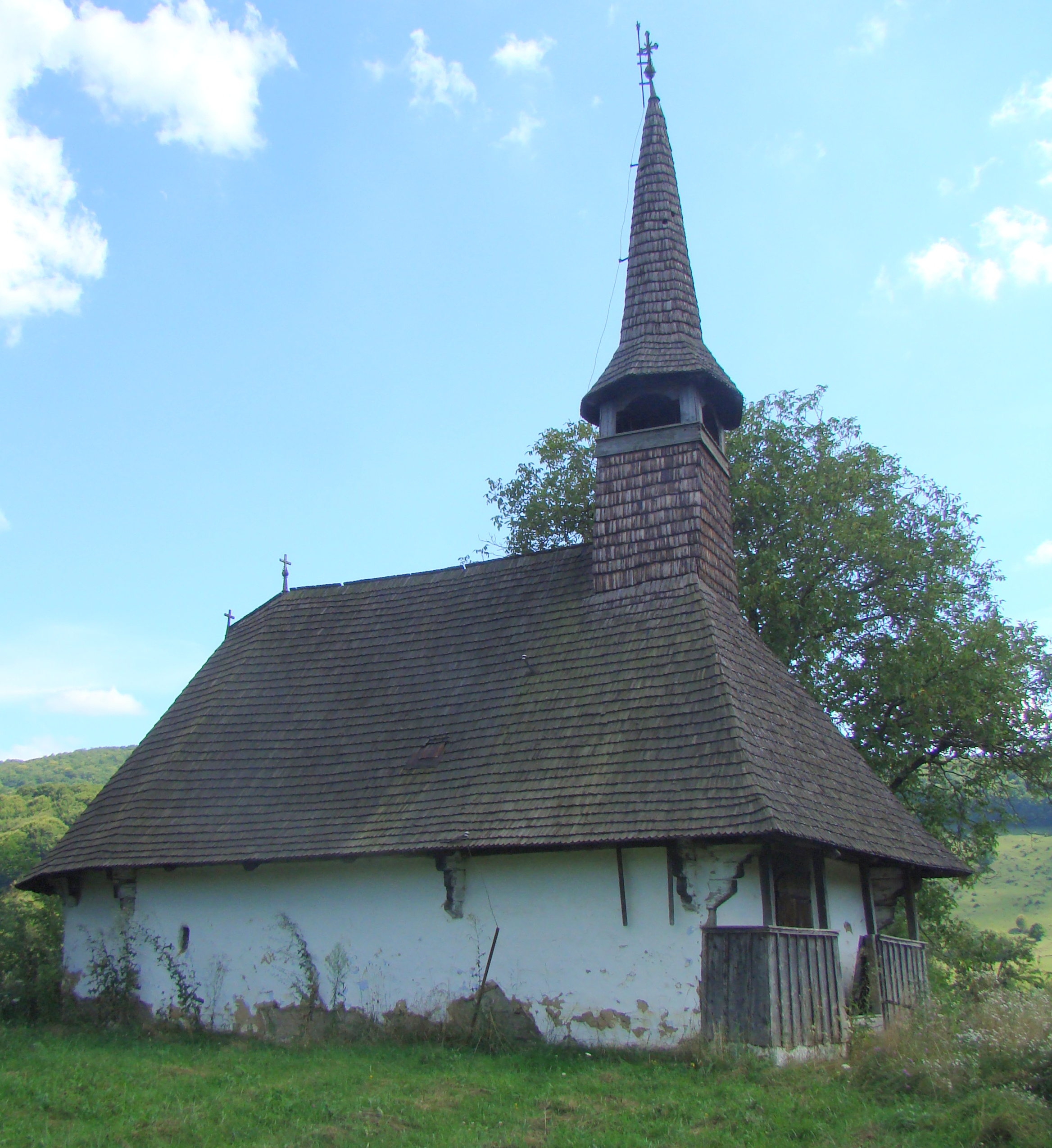
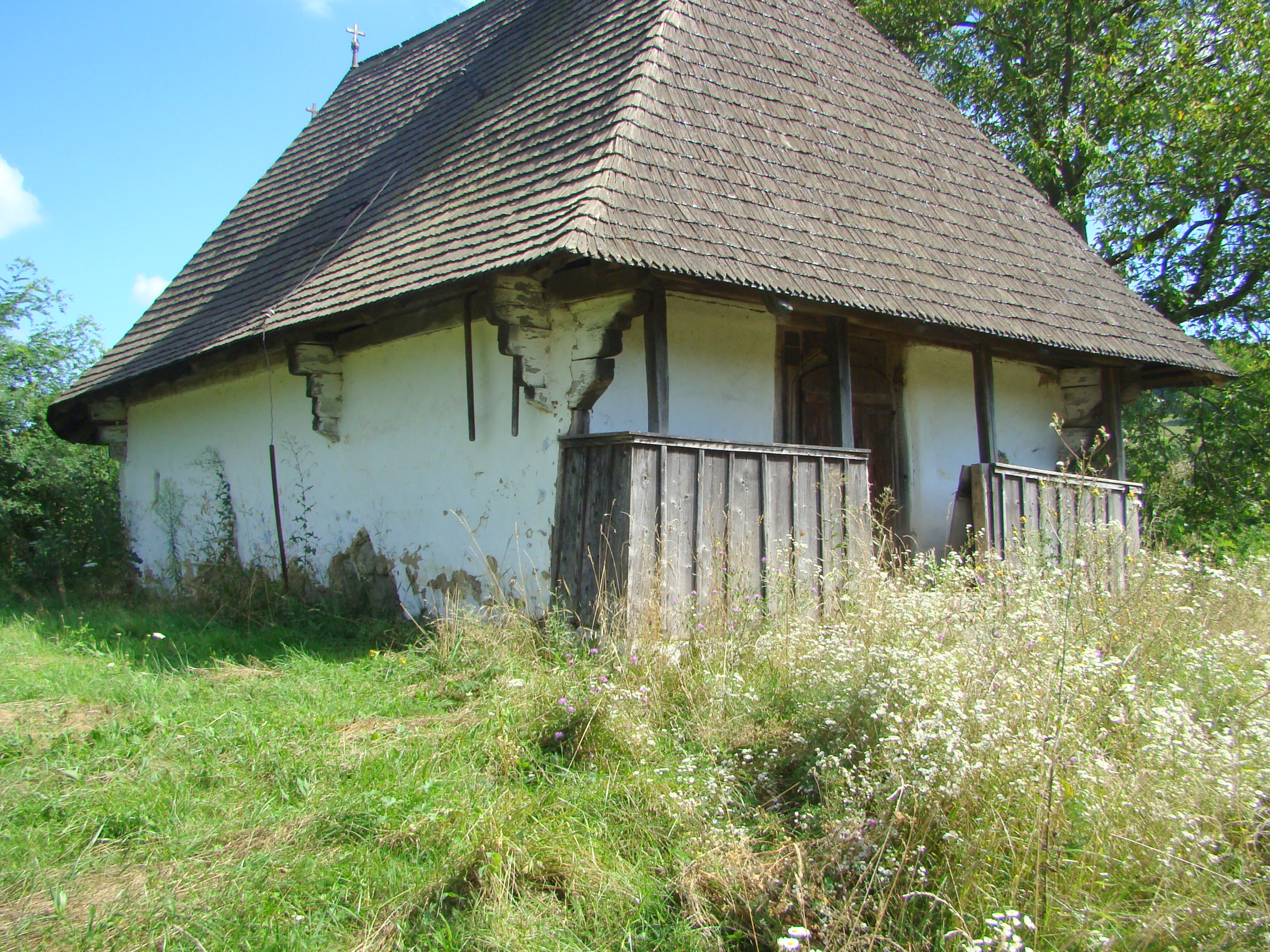
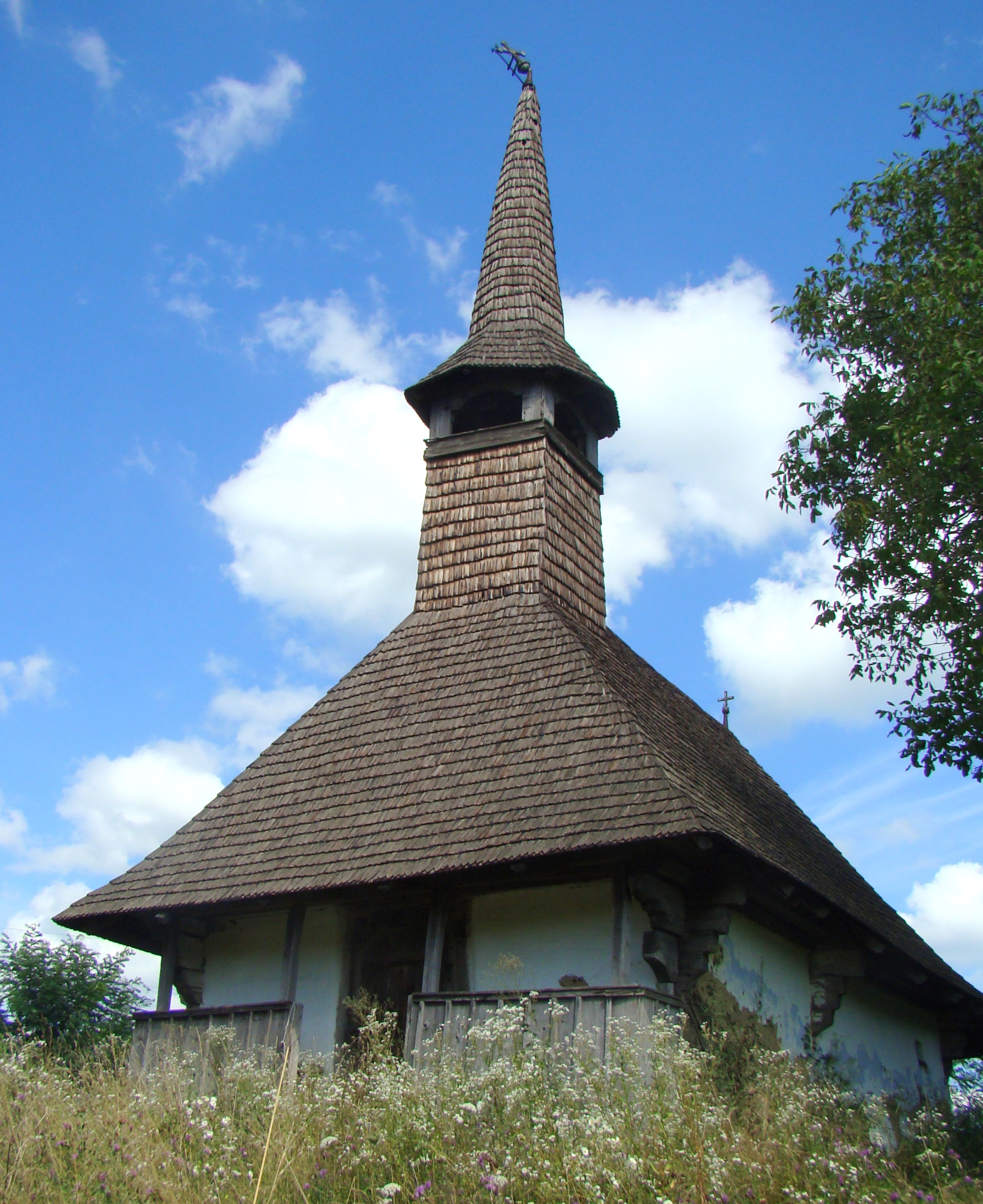
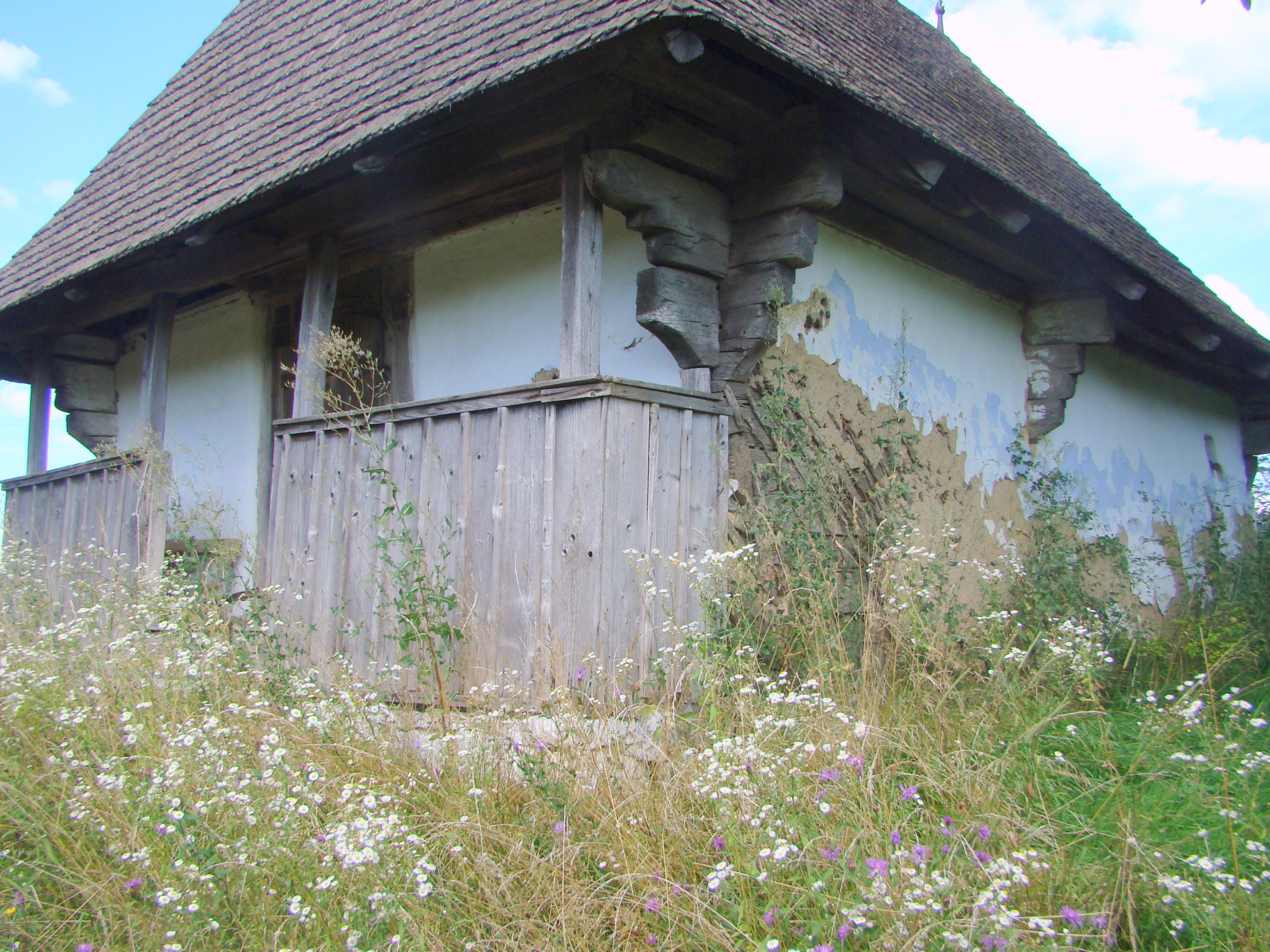
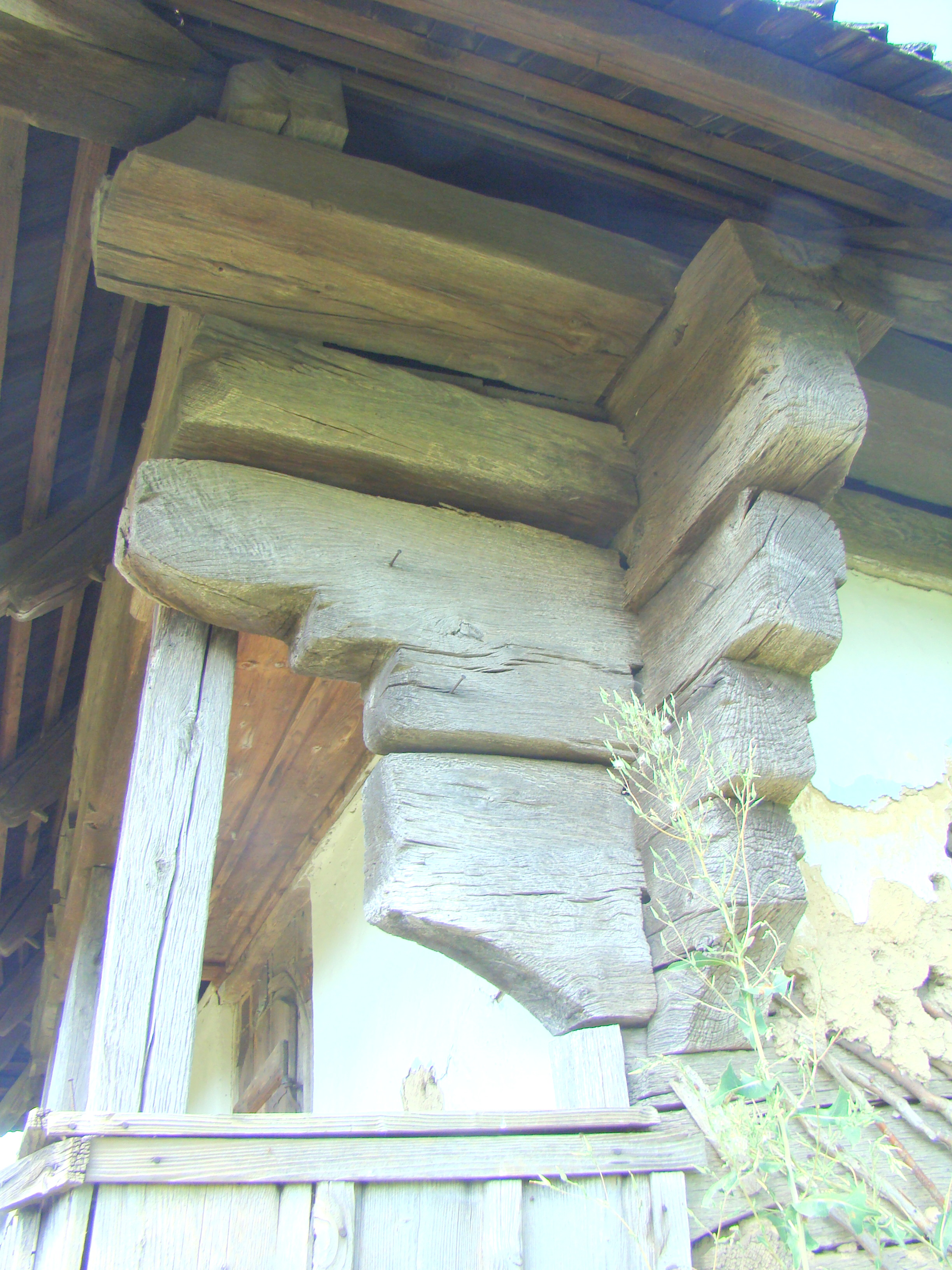
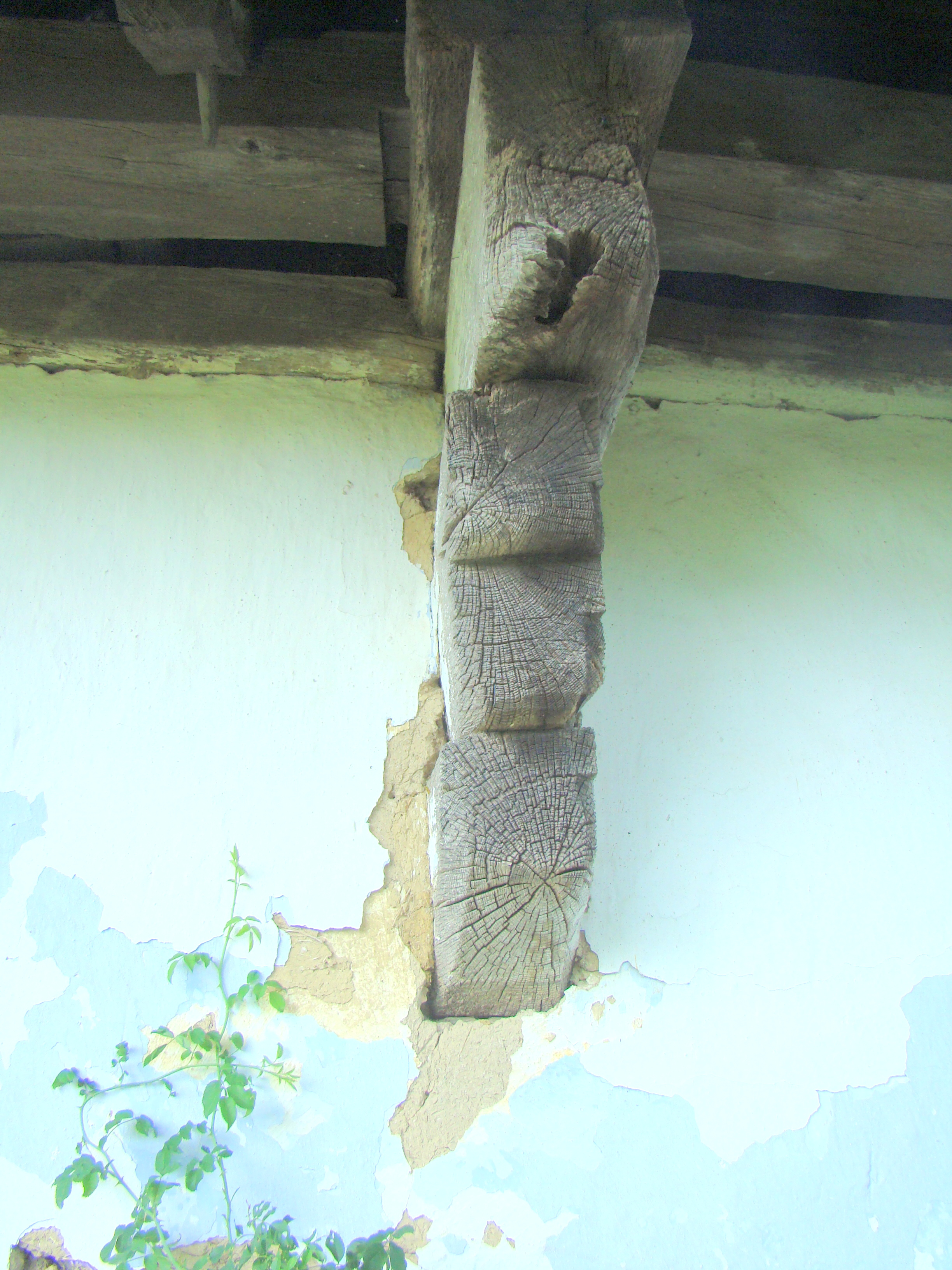
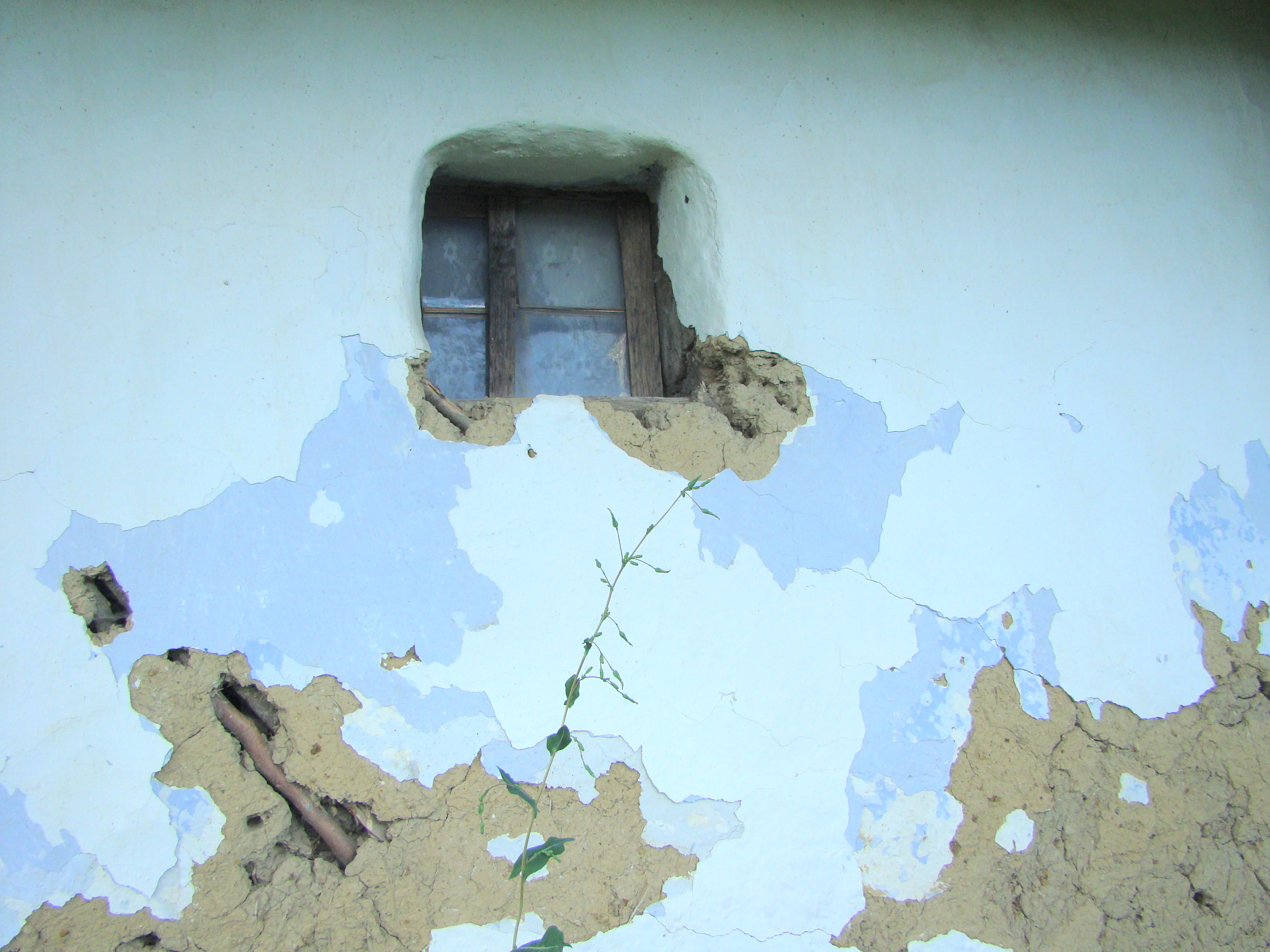
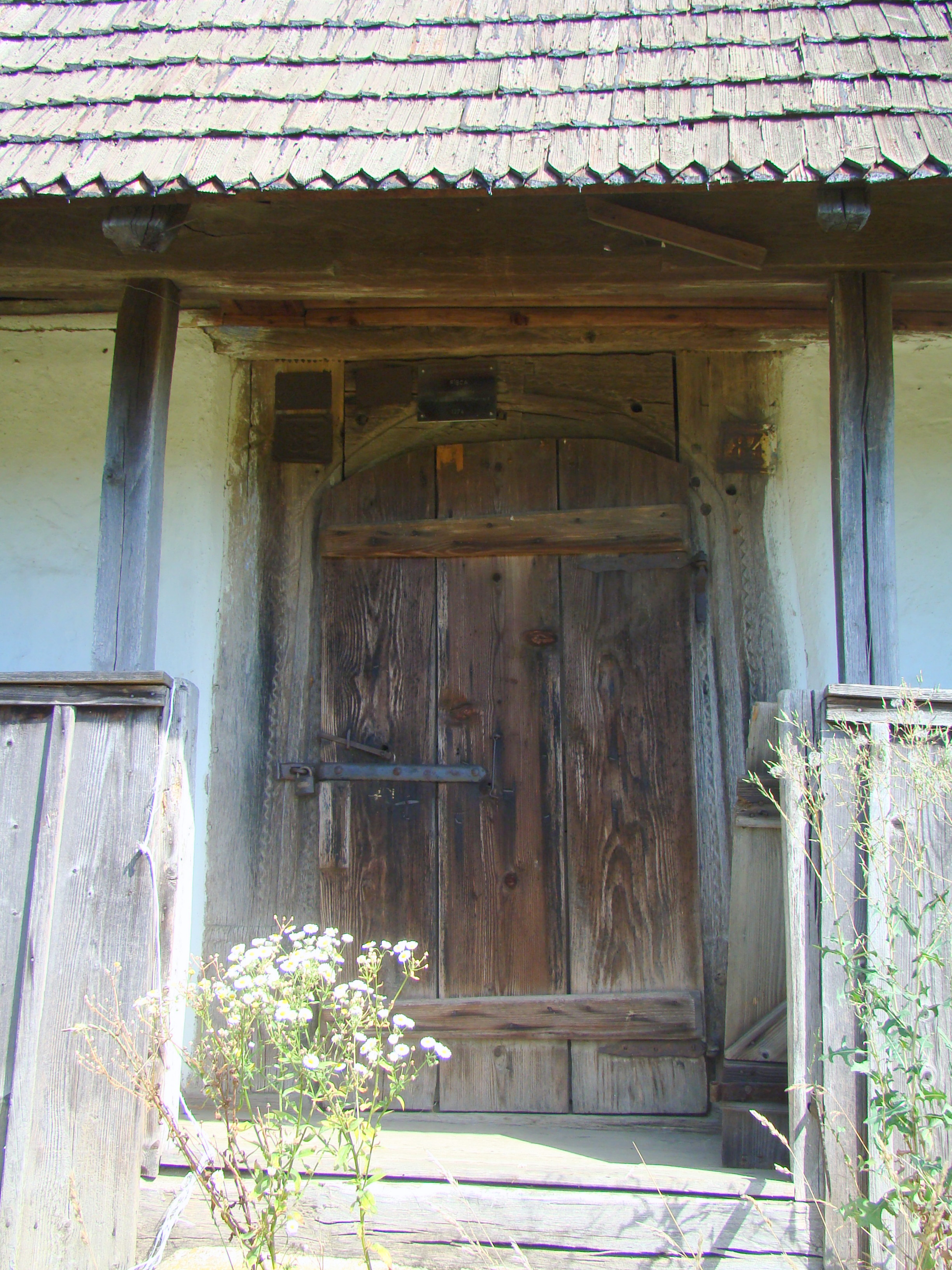
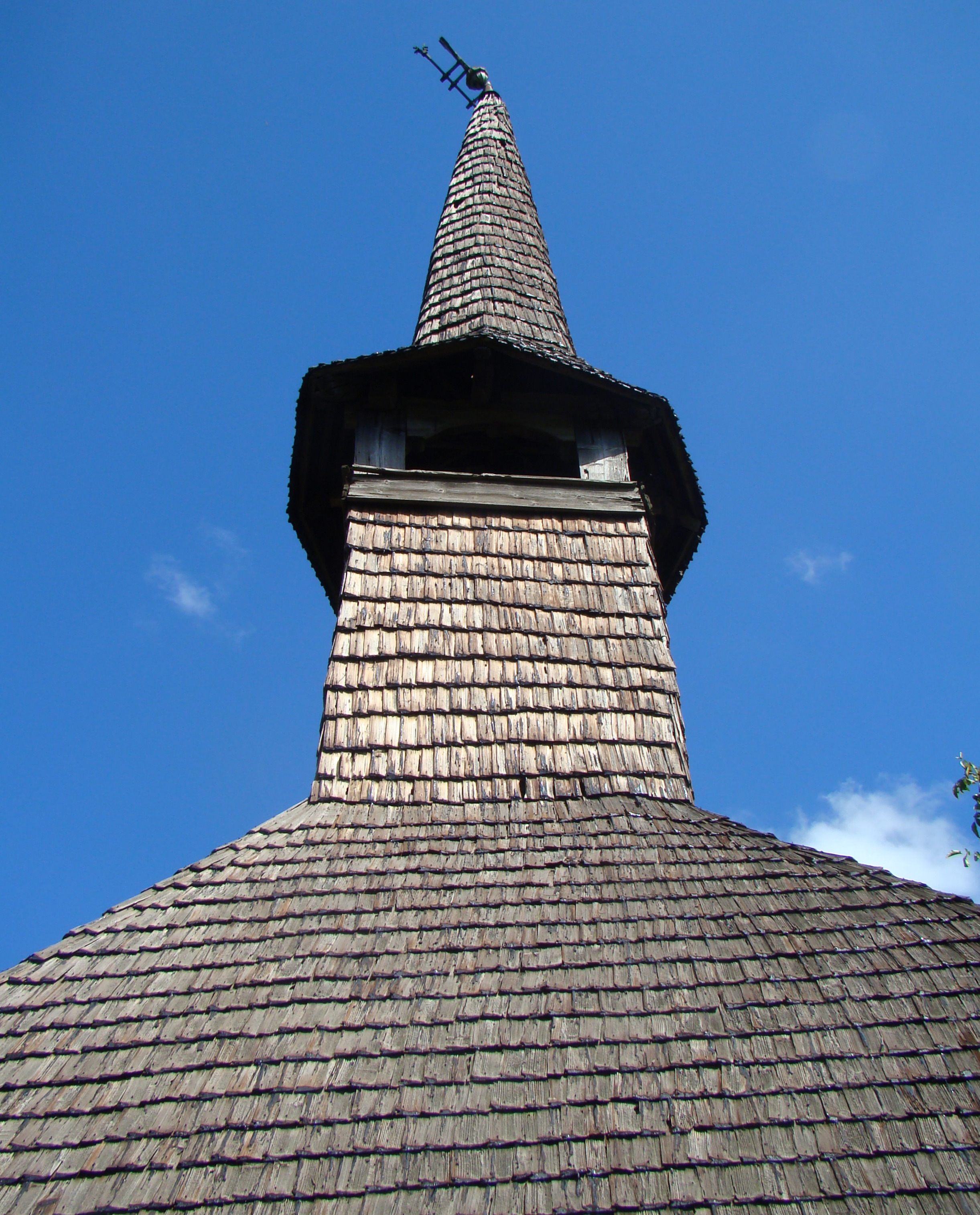
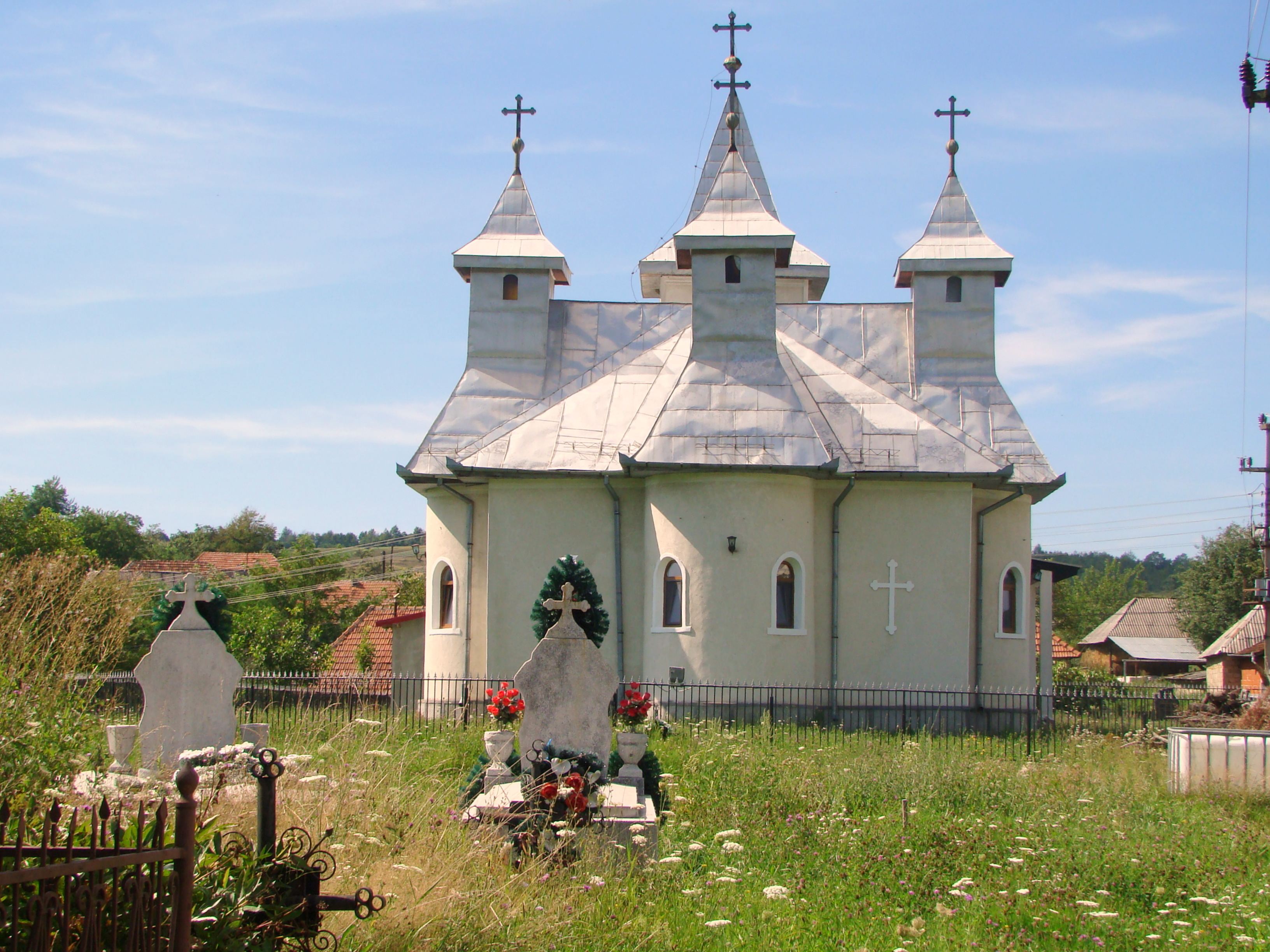
Biserica de zid cu hramul „Sf. Mare Mucenic Gheorghe și Sf. Arhidiacon Ștefan”
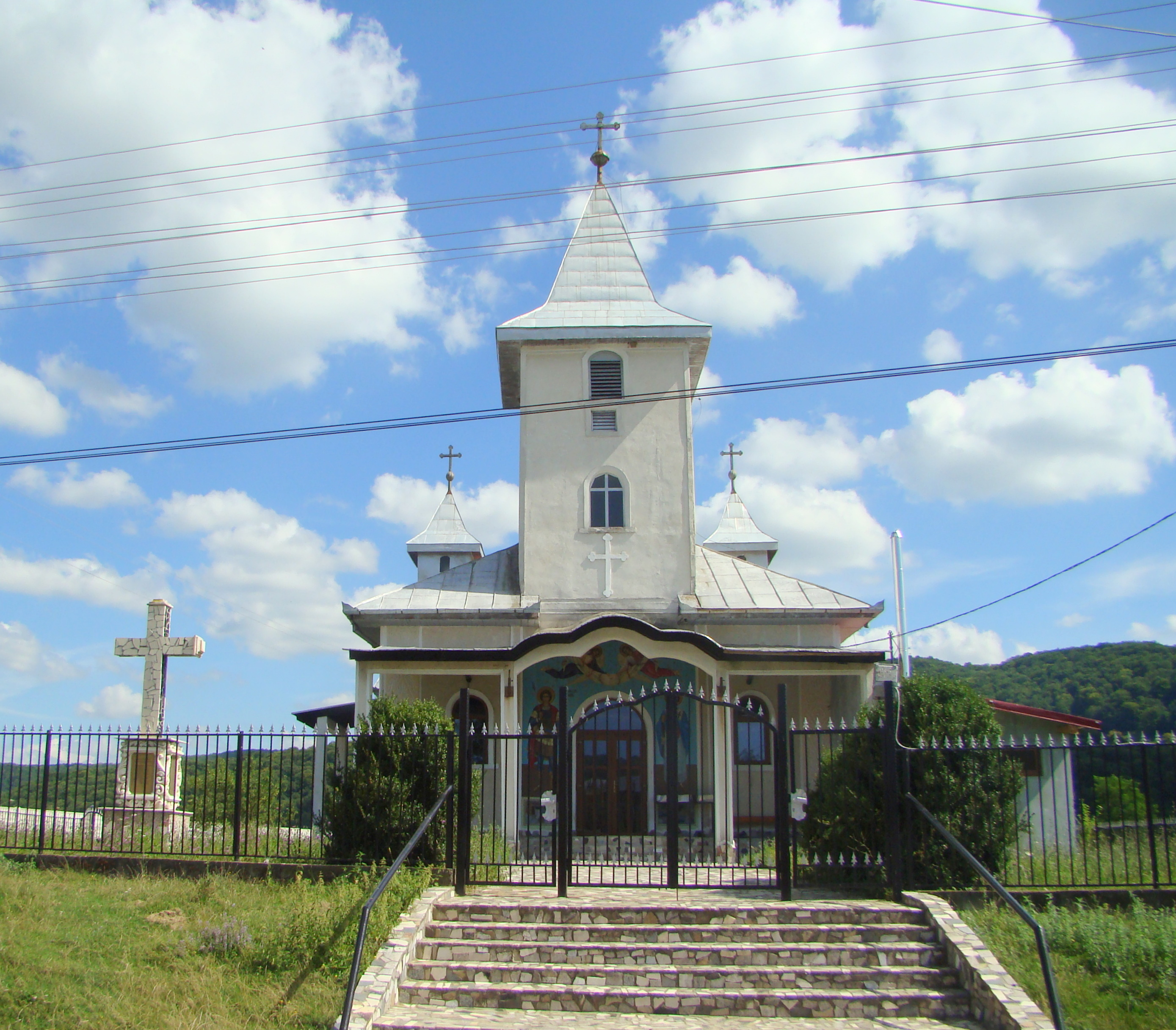
Biserica de zid cu hramul „Sf. Mare Mucenic Gheorghe și Sf. Arhidiacon Ștefan”